# Aleph-un
Cet article court présente un sujet plus développé dans : Aleph (nombre) et Premier ordinal non dénombrable.
En théorie des ensembles, les alephs sont les cardinaux des ensembles bien ordonnés infinis, et  ℵ₁ (lire Aleph-un) est le plus petit d'entre eux qui ne soit pas dénombrable, c'est-à-dire le plus petit qui soit strictement supérieur à  ℵ₀, cardinal de l'ensemble des entiers naturels ; ℵ₁ est aussi le cardinal de l'ensemble des ordinaux dénombrables (dit autrement, le cardinal associé à l'ordinal de Hartogs de l'ensemble des entiers naturels).
Par définition, il n'existe aucun ensemble dont le cardinal soit strictement compris entre ℵ₀ et ℵ₁. En présence de l'axiome du choix, tous les ensembles pouvant être bien ordonnés, ℵ₁ est le plus petit cardinal infini non dénombrable.
L'hypothèse du continu de Cantor est que la puissance du continu, le cardinal de l'ensemble des réels, noté 2ℵ₀ ou {\displaystyle {\mathfrak {c}}}, égale ℵ₁.